# Brève souscrite
Pour les articles homonymes, voir Brève (homonymie).
La brève souscrite ‹ ◌̮ › est un diacritique de l’alphabet latin. Elle est basée sur la forme d’une brève mais est souscrite sous la lettre qu’elle modifie. Elle est utilisée dans plusieurs systèmes de translittération ou de transcription phonétique.
Elle n’est pas à confondre avec le caron souscrit.

## Utilisation
La brève souscrite est utilisee dans plusieurs transcriptions phonétiques dont l’alphabet de Bourciez, l’alphabet phonétique de la RFE ou l’alphabet Rousselot-Gilliéron, ou la transcription phonétique de l’Institut d’ethnologie, pour noter des consonnes palatales ou les consonnes dites mouillées : par exemple l̮ pour [ʎ], n̮ pour [ɲ] ; ainsi que pour les consonnes palatalisées t̮ pour [tʲ], k̮ pour [kʲ], etc. dans le système de Bourciez.
En égyptologie, la brève souscrite est utilisée avec le h brève souscrite ‹ ḫ › depuis 1889.

## Représentation informatique
La brève souscrite peut être représentée avec le caractère Unicode suivant :
- diacritique brève souscrite ◌̮ : U+032E

Elle peut aussi être représentée avec des caractères Unicode précomposés :
- H brève souscrite Ḫ : U+1E2B
- h brève souscrite ḫ : U+1E2A